# Krasne, Skadovsk
Krasne (în ucraineană Красне) este o comună în raionul Skadovsk, regiunea Herson, Ucraina, formată numai din satul de reședință.

## Demografie
Componența lingvistică a comunei Krasne
     Ucraineană (85,46%)
     Rusă (13,79%)
     Alte limbi (0,53%)
Conform recensământului din 2001, majoritatea populației comunei Krasne era vorbitoare de ucraineană (85,46%), existând în minoritate și vorbitori de rusă (13,79%).